# ジルマ・ルセフ
ジルマ・ヴァナ・ルセフ（葡: Dilma Vana Rousseff、1947年12月14日 - ）は、ブラジルのエコノミスト及び政治家。第36代ブラジル連邦共和国大統領。ブラジル史上初めての女性大統領であった。2023年3月よりBRICSの新開発銀行総裁。

## 名
姓のRousseffはブルガリア人の父がブルガリア姓のRussevをフランス語風にしたもの。ポルトガル語を母語とする大多数のブラジル人にとっては読みにくい綴りで、国民にはファーストネームでジルマ大統領と呼ばれることが多い。

## 来歴

### 学歴
- リオグランデ・ド・スル連邦大学（英語版）経済学部卒
- カンピーナス州立大学（サンパウロ州）経済学部修士課程単位取得（中退）
- カンピーナス州立大学経済学部博士課程単位取得（中退）

### 主要職歴
- 1986年～1988年：ポルトアレグレ市（リオグランデ・ド・スル州都）財務局長
- 1991年～1993年：“リオグランデ・ド・スル州経済・統計財団”総裁
- 1993年～1994年：リオグランデ・ド・スル州鉱山・エネルギー・通信長官
- 1999年～2002年：リオグランデ・ド・スル州鉱山・エネルギー・通信長官
- 2003年～2005年：鉱山エネルギー大臣
- 2005年～2010年3月：大統領首席補佐官
- 2011年1月～2016年8月：ブラジル連邦共和国大統領
- 2016年5月～：弾劾裁判開始により180日間の職務停止
- 2016年8月31日：ブラジル上院による罷免投票の結果、賛成61に対し反対20により大統領職から罷免された

## 人物
ミナスジェライス州の州都・ベロオリゾンテ出身。ブルガリア人の父親とブラジル人の母親の間に生まれる。
1960年代の軍事政権時代において非合法左翼ゲリラ組織の武力闘争に参加、秘密警察に拘禁された経験もある。1967年9月、同じゲリラ組織で活動していたジャーナリストと結婚するも、70年代末に離婚した。その後、政治活動家の男性と再婚するも2000年に離婚している。
1979年の政党改革法制定で政党結成が自由化されるとブラジル労働党（PTB）の再編に参加したが、その後離党し民主労働党（PDT）に参加した。1999年に労働者党（PT）へ参加した。
ルーラ政権下で鉱業エネルギー相、官房長官を務めた。大統領の右腕的存在としても知られ、PAC（経済成長加速計画）の推進役として活動、ルーラ大統領からは「PACの母親」と呼ばれた。
2010年に大統領選挙に出馬し、ジョゼ・セラを決選投票で下して当選。2011年1月1日に就任し、ブラジル史上初の女性大統領となった。就任式にはアメリカのヒラリー・クリントン国務長官や日本の麻生太郎元内閣総理大臣らが出席している。
2013年にはブラジル抗議運動が起き、切っ掛けは交通機関の運賃値上げであったがやがては教育、医療などの社会福祉に優先してFIFAワールドカップブラジル大会に巨額の投資を行ったことに対する抗議に発展し、ルセフ大統領はこの対応に追われた。その後も継続的にルセフ政権に対する批判が続出し、2014年に入って支持率は3割台にまで落ち込んだ。
ようやく大きな批判もありつつ国の威信をかけて臨んだサッカーのワールドカップ本選において、母国ブラジル代表が順調に決勝トーナメントまで勝ち上がると批判は沈静化し、逆に支持率上昇に繋がった。
ブラジル代表は優勝候補の一角として同大会の決勝トーナメントベスト4まで勝ち進み、このまま行けば大会の成功によりルセフ大統領の支持率も回復が進み、10月の大統領選再選の弾みになると地元各紙も報道した。ところが、7月9日にベロオリゾンテのミネイロン・スタジアムで行われたドイツとの準決勝にてブラジルは7点を失い1点を返すのが精一杯であったほどの歴史的大敗を喫し、母国開催優勝の可能性は潰えた（ミネイロンの惨劇）。やり場のないブラジル国民の怒りは沈静化していた大会開催そのものへの批判やルセフ大統領自身への批判を再燃させることに繋がり、一夜にして状況は一転した。
2014年の大統領選挙ではブラジル経済の低迷によって苦戦を強いられたが、中道右派の野党・ブラジル社会民主党（PSDB）のアエシオ・ネベス候補との決選投票を51.52％という僅差で制し再選された。
しかし2015年3月15日、汚職に対し百万人規模のデモが起こった。政府系の世界的石油会社のペトロブラスは水増し請求で数億ドルの資金を得ており、この資金が同社幹部から政治家に渡ったとされた。スイスの司法当局はブラジル人8人に関連する汚職疑惑に対し、関連する資金洗浄捜査を進めている。
だが、ルセフの選挙参謀でもあるジョアン・サンターナが政府系の石油会社のペトロブラスに水増し請求を行い、数百万ドルの賄賂資金を得たという疑惑（オペレーション・カー・ウォッシュ）が持ち上がり、この資金が2014年のルセフ再選の際の選挙の資金に流れたとされた。不況も相まって国民のルセフ政権に対する不満は頂点に達し、2016年3月13日には全土で300万人が参加した反政府デモが勃発し、同時に議会ではルセフ大統領の大統領弾劾に向けた動きが始まり、3月29日には最大政党のブラジル民主運動党(PMDB)が連立政権からの離脱を決定するなど連立政権からの離反が相次ぎ、ルセフの大統領弾劾決議が可決される可能性が高まっていった。
4月17日、下院はルセフ大統領の弾劾に対する採決を行い、全513議員のうち3分の2を超える賛成票が集まり、弾劾を承認した。弾劾審議は上院に移った。5月12日上院で弾劾開始の採決が行われ可決された。これによりルセフ大統領は180日間の職務停止となり、ミシェル・テメル副大統領が大統領代行となった。
ルセフ大統領の弾劾については知識人や労働者の間では批判があり、シコ・ブアルキやレオナルド・ボフなどが政府を支持する集会を開き、弾劾要求について民主主義への脅威だと批判している。
2016年8月31日、ブラジル上院の弾劾裁判による罷免投票の結果、賛成61・反対20によりルセフの大統領罷免が議決された。この結果、ルセフは大統領職を自動失職した。なお、ルセフはこれを不服としてブラジル最高裁判所に対して上訴する意思を明らかにした。
2017年9月5日、石油会社ペトロブラスの工事などをめぐり、収賄、資金洗浄に組織的に関与した疑いが持たれ、汚職のための組織を形成した罪などでルラ元大統領ら他の労働者党幹部らと共に最高裁に起訴された。
2018年に上院議員選挙に出馬したが、得票率4位で当選ラインに届かず落選した。
- ジルマ・ルセフ（中央）とその家族
- オーストラリアのジュリア・ギラード首相と（2012年6月21日）
- アルゼンチンのクリスティーナ・フェルナンデス・デ・キルチネル大統領と（2015年7月17日）
- 左からマウロ・ヴィエイラ外相、ルセフ、ドナルド・トゥスク欧州理事会議長、ジャン＝クロード・ユンケル欧州委員会委員長、フェデリカ・モゲリーニ欧州連合外務・安全保障政策上級代表、ミゲル・アリアス＝カニェーテ欧州委員会気候変動・エネルギー担当委員（2015年11月30日）